# Polenprozess

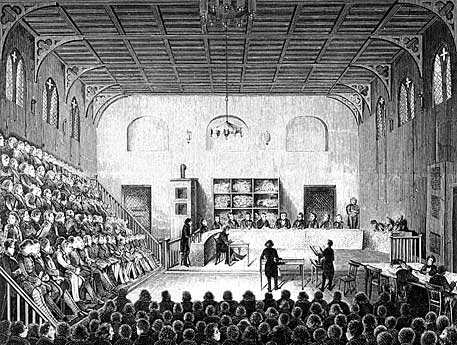
Der Polenprozess von 1847

Der sogenannte Polenprozess von 1847, in Polen Berliner Prozess genannt (Proces berliński), war der erste Gerichtsprozess in Preußen, der als für die Öffentlichkeit zugängliches politisches Verfahren verhandelt wurde. Unter anderem für diesen Prozess wurde das preußische Strafverfahrensrecht umgestaltet. Die neu eingeführte Staatsanwaltschaft warf den 254 Angeklagten vor, den polnischen Staat in den Grenzen von 1772 (vor den Teilungen Polens) wiederherstellen zu wollen. Er endete mit acht Todesurteilen und zahlreichen Gefängnisstrafen. Nach dem Beginn der Märzrevolution von 1848 wurden die Angeklagten amnestiert.

## Vorgeschichte
In den polnischen Teilungsgebieten entstanden in den 1840er Jahren neue Organisationen mit dem Ziel einer Erneuerung des polnischen Staates. Darunter waren in Warschau und dem Großherzogtum Posen die Demokratische Gesellschaft. In Posen entstand auch der Plebejische Bund um Walenty Stefański. Dieser strahlte auch nach Westpreußen und Pommern hinein; in Pommern lebten allerdings nur wenige ethnische Polen (in den Grenzgebieten). Eine Wiederherstellung Polen-Litauens in den Grenzen vor 1772 wäre gleichbedeutend gewesen mit einer radikalen Umkehrung des innerpreußischen Wiedervereinigungsprozesses.
Im Frühjahr 1845 beschloss das Zentralkomitee in Posen, einen Aufstand vorzubereiten. Hauptgrund war die Befürchtung, dass politische Reformen innerhalb der Teilungsmächte die polnische Identität verschütten könnte. Man plante in Posen und Galizien die dort stationierten preußischen beziehungsweise österreichischen Einheiten zu überfallen und im russischen Teil Polens einen Aufstand auszulösen. Dieser sollte in einen allgemeinen Krieg übergehen. Das Ziel war es, den polnischen Staat in den Grenzen vor den polnischen Teilungen wieder zu errichten. Im Januar 1846 wurde in Krakau die Bildung einer nationalen Regierung mit Karol Libelt an der Spitze beschlossen.
Es kam aber in Preußen nicht zur Ausführung der Pläne, da diese an die Polizei verraten worden waren. Die Anführer wurden verhaftet. In Preußen wurde ein Prozess gegen die Aufständischen vorbereitet. In Krakau kam es dagegen zum Krakauer Aufstand.
Im Vorfeld des Prozesses wurde das preußische Strafverfahrensrecht grundlegend umgestaltet. Mit einem Gesetz von 1846 wurde das öffentliche mündliche Verfahren sowie eine Staatsanwaltschaft als Vertretung der Anklage eingeführt.

## Prozessverlauf
Am 2. August 1847 begann vor dem Berliner Kammergericht der Prozess gegen 254 polnische Angeklagte, nachdem gegen etwa 1100 Personen Ermittlungen angestellt worden waren. Aufgrund der hohen Anzahl der Angeklagten fand der Prozess nicht im Gerichtsgebäude, sondern in der Kirche des Gefängnisses Moabit statt.
Das Gericht bestand aus dem vorsitzenden Richter Koch und acht Beisitzern. Hinzu kamen die beiden Staatsanwälte und 20 Verteidiger. Der Prozess dauerte vier Monate. Verhandelt wurde an 91 Prozesstagen.
Der Staatsanwalt warf den Angeklagten Hochverrat vor. Große Teile der Öffentlichkeit waren auf Seiten der Angeklagten. Die Verteidigungsrede von Ludwik Mierosławski vom 3. August 1847 machte ihn populär. Der Prozess endete mit der Urteilsverkündung am 2. Dezember 1847. Mierosławski und sieben weitere Angeklagte wurden als „Urheber“ einer „Landesverrätherei erster Klasse“ zu Enthauptung durch das Beil verurteilt. Drei weitere „Urheber“ wurden zu 25 Jahren Festungsarrest verurteilt. In 97 Fällen wurden zum Teil langjährige Gefängnisstrafen verhängt. Die Mehrheit der Angeklagten wurde freigesprochen.

## Amnestie
Nach dem Beginn der Märzrevolution forderte eine demonstrierende Bevölkerungsmenge am 20. März 1848 vor dem königlichen Schloss mit Erfolg die Freilassung der Gefangenen. Diese wurden daraufhin im Triumph durch die Straßen geführt. Vom Balkon herab sah sich sogar Friedrich Wilhelm IV. angesichts der revolutionären Situation veranlasst, sich in einer symbolisch beschwichtigenden Geste vor den Polen zu verneigen. Karol Libelt und Mierosławski hielten bejubelte Reden. Auch in der Provinz Posen kam es zu Freudenkundgebungen. Diese gingen über in den sogenannten „Großpolnischen Aufstand von 1848“.

## Polen-Prozess 1864
Ohne Zusammenhang mit den Ereignissen um 1847 fanden 1864 erneut Verhandlungen statt die die Begrifflichkeit Polen-Prozess aufnahmen. Es ging hier im Nachgang des so genannten Januaraufstandes im Mittelpunkt gegen die Person des Grafen Johann von Dzialynski, in seiner Abwesenheit wegen Aufenthalts im Exil in Paris. In Kontext mit dem Verfahren wurde u. a. auch der deutsche Politiker Hippolyt von Turno kurzzeitig verhaftet. Graf Dzialynski wurde 1870 amnestiert.